# Главаце
44°55′ пн. ш. 15°16′ сх. д. / 44.91° пн. ш. 15.27° сх. д.
Главаце (хорв. Glavace) — населений пункт у Хорватії, у Лицько-Сенській жупанії у складі міста Оточаць.

## Населення
Населення за даними перепису 2011 року становило 30 осіб.
Динаміка чисельності населення поселення:

## Клімат
Середня річна температура становить 9,16 °C, середня максимальна – 23,30 °C, а середня мінімальна – -7,10 °C. Середня річна кількість опадів – 1320 мм.
| Клімат поселення                              | Клімат поселення | Клімат поселення | Клімат поселення | Клімат поселення | Клімат поселення | Клімат поселення | Клімат поселення | Клімат поселення | Клімат поселення | Клімат поселення | Клімат поселення | Клімат поселення | Клімат поселення |
| Показник                                      | Січ.             | Лют.             | Бер.             | Квіт.            | Трав.            | Черв.            | Лип.             | Серп.            | Вер.             | Жовт.            | Лист.            | Груд.            |                  |
| Середній максимум, °C                         | 5,98             | 7,63             | 11,27            | 15,29            | 19,70            | 23,25            | 23,30            | 22,90            | 18,68            | 14,00            | 8,63             | 4,50             |                  |
| Середня температура, °C                       | −0,56            | 1,10             | 4,74             | 8,76             | 13,16            | 16,72            | 18,97            | 18,58            | 14,34            | 9,68             | 4,30             | 0,18             |                  |
| Середній мінімум, °C                          | −7,1             | −5,43            | −1,79            | 2,22             | 6,63             | 10,18            | 14,64            | 14,26            | 10,01            | 5,36             | −0,02            | −4,14            |                  |
| Норма опадів, мм                              | 92               | 92               | 97               | 108              | 100              | 102              | 72               | 87               | 131              | 151              | 161              | 127              |                  |
| Середньомісячна швидкість вітру, м/с          | 1.92             | 2.03             | 2.32             | 2.27             | 2.12             | 1.92             | 1.91             | 1.81             | 1.82             | 1.90             | 2.10             | 2.10             |                  |
| Середньомісячна сонячна радіація, кДж/м²·день | 4352             | 7063             | 10477            | 15029            | 19126            | 20938            | 22695            | 19605            | 14270            | 9029             | 4778             | 3637             |                  |
| --------------------------------------------- | ---------------- | ---------------- | ---------------- | ---------------- | ---------------- | ---------------- | ---------------- | ---------------- | ---------------- | ---------------- | ---------------- | ---------------- | ---------------- |
| Джерело:                                      |                  |                  |                  |                  |                  |                  |                  |                  |                  |                  |                  |                  |                  |